# Rogeret de Lamastre
De Rogeret uit Lamastre is een Franse kaas, geproduceerd in de Ardèche, in de Vivarais-regio.
De Rogeret dankt zijn naam aan de roodachtige schimmel die op de korst ontstaat tijdens de rijping in kelders op vochtig stro.
De Rogeret wordt over het algemeen gemaakt van geitenmelk, maar tegenwoordig wordt de kaas ook regelmatig van koemelk gemaakt. De kaas rijpt in een tijd van 2 tot 3 weken in natuurlijke grotten, de kleur van de korst ontwikkelt zich via okergeel tot roodachtig. De smaak van de kaas is sterk, bij tijd en wijle zelfs agressief te noemen.
Een andere kaassoort is de Rogeret des Cévennes, die oorspronkelijk in Cevennen werd gemaakt, maar tegenwoordig ook in Lamastre.